# Derecha Liberal Italiana
La Derecha Liberal Italiana (en italiano Destra Liberale Italiana - DLI), también denominado Liberales por Italia es un partido político liberal italiano. Fue fundado en 1994 por Giuseppe Basini, que asumió el cargo de presidente mientras que Gabriele Pagliuzzi ocupó el de secretario.

## Historia
Fue fundado por antiguos miembros del Partido Liberal Italiano, entre ellos Pagliuzzi, Basini y Luciano Magnalbò. Pronto se alió con la conservadora Alianza Nacional (AN), formando una corriente liberal dentro de la Alianza. En las elecciones de 1994, 1996 y 2001 numerosos miembros de la DLI, incluidos los tres fundadores mencionados, fueron elegidos para el parlamento italiano bajo las siglas de la Alianza Nacional.
En 2001, Pagliuzzi y Basini abandonaron AN tras su exclusión de las listas para las elecciones generales de ese año, y restablecieron DLI como partido independiente, renombrándolo como Derecha Liberal - Liberales por Italia. Basini también dejó este partido para intentar refundar el Partido Liberal Italiano de Stefano De Luca, por lo que Pagliuzzi fue nombrado presidente del partido. Magnalbò permaneció en la Alianza Nacional hasta 2006, para luego acompañar a Basini en el PLI en junio de 2007.
Desde 2007 el partido es poco activo. El 23 de octubre de ese año, Eugenio Riccio (antiguo miembro del Movimiento Social Italiano y Alianza Nacional) invitó a Pagliuzzi a una conferencia sobre el futuro del partido. La mayoría de las opiniones plantearon unirse a La Derecha, escisión de AN dirigida por Francesco Storace, o con el Pueblo de la Libertad de Silvio Berlusconi. A principios de diciembre el partido decidió renombrase con su denominación original, Derecha Liberal Italiana.